# Bătălia de la Malplaquet
Bătălia de la Malplaquet a avut loc pe 11 septembrie 1709 și a fost una din bătăliile Războiului Succesiunii Spaniole, opunând armata franceză condusă de mareșalul Villars, unei armate a Marii Coaliții aflate sub conducerea Ducelui de Marlborough și a Prințului Eugen de Savoia. A fost una din cele mai crude bătălii ale secolului: francezii au lăsat pe câmpul de bătălie peste 12000 de morți, în timp ce aliații au pierdut 20000 de oameni. Datorită prețului prea mare plătit de către învingători, este considerată o victorie à la Pirus. După bătălie mareșalul Villars i-a scris lui Ludovic al XIV-lea
„Dacă Dumnezeu ne va ajuta să pierdem încă o astfel de bătălie, Maiestatea sa poate fi sigură că inamicii săi vor fi distruși”—Claude Louis Hector, duce de Villars
Bătălia a fost numită și Bătălia celor doi regi, deoarece pe câmpul de bătălie au combătut prințul coroanei Prusiei, viitorul rege Frederic Wilhelm I al Prusiei, și prințul moștenitor Frederic, viitorul rege al Suediei. Pe câmpul de bătălie au luptat doisprezece mareșali francezi.
După bătălie Prințul Eugen de Savoia a renunțat să invadeze Franța.

## Context
Situația militară și economică din Franța, după înfrângerile suferite și șapte ani de război, era agravată de declinul economic și de o iarnă grea care a dus la moartea a mii de francezi. Poporul dorea pacea și o parte a Curții era de aceeași părere. Cu toate acestea, din cauza condițiilor inacceptabile impuse de către Marea Coaliție, Ludovic al XIV-lea refuză să semneze pacea. În iunie, regele a făcut un apel la poporul său, îndemnându-l la un ultim efort pentru a obține o pace onorabilă. Poporul era alături de suveranul său, scandalizat de termenii propuși de aliați. Mulți tineri, care la început refuzaseră să se înroleze, au răspuns la apelul regelui. Abătuți după înfrângerile de la Ramillies și Oudenaarde, armata din Flandra regăsește speranța și optimismul datorită energicului comandant, mareșalul Villars. Ajuns la jumătatea lunii martie, Villars se îngrijește de confortul oamenilor săi și începe construirea unor linii defensive între taberele Douai și Saint-Venant. 
Aliații încearcă să exploateze avantajul obținut în anul anterior datorită victoriei obținute în bătălia de la Oudenaarde și a cuceririi orașului Lille. De partea lor, francezii încearcă timid să sprijine Mons, aflat sub asediu după căderea prematură a orașului Tournai la sfârșitul lui iulie.

## Bătălia

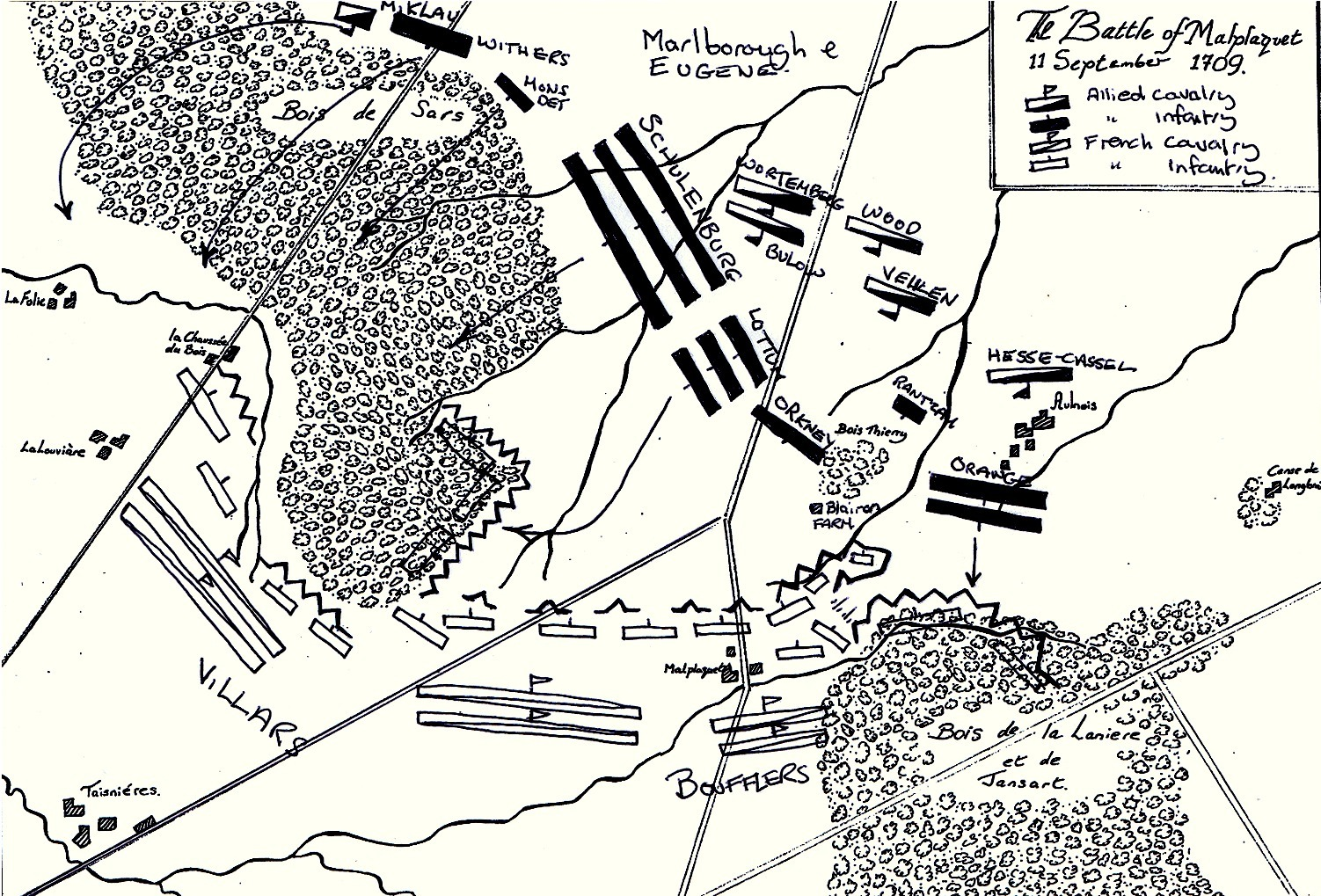
Bătălia de la Malplaquet

Armata Coaliției, 86000 de oameni și 100 de tunuri, compusă din austrieci și olandezi aflați sub comanda Ducelui de Marlborough și a Prințului Eugen de Savoia se opunea armatei franco-bavareze, 75000 de oameni și 80 de tunuri, condusă de mareșalul Villars și mareșalul Boufflers. Boufflers era un ofițer superior lui Villars, dar lupta voluntar sub comanda acestuia. Cele două armate se pun pe poziție, față în față. Pe 11 septembrie, la ora 9, prințul Eugen, sprijinit de regimentul prusac al contelui de Finckenstein, începe o ofensivă asupra flancului stâng francez, împingându-i pe francezi în pădurea din spatele lor. Ideea acestui plan era de a-l forța pe Villars să angajeze în luptă rezervele sale, slăbind astfel centrul său.
Pe cealaltă aripă, olandezii sub comanda lui John William Friso, Prinț de Orania, atacă o oră mai târziu flancul drept francez, distrăgându-l astfel pe Boufflers, care nu poate veni în ajutorul lui Villars. După ce mareșalul Villars își regrupează forțele, Marlborough și prințul Eugen atacă din nou, de data aceasta sprijiniți de regimentul generalului Withers, forțându-l pe Villars să redirecționeze forțele din centrul său pentru a răspunde atacului. La ora 11, mareșalul Villars este rănit la un genunchi de o muschetă și îi lasă comanda lui Boufflers. Atacul final decisiv este dat de infanteria britanică aflată sub comanda contelui Hamilton, care, trecând la atac asupra centrului inamic slăbit, forțează escadroanele de cavalerie ale casei regelui să înfrunte cavaleria prințului de Hesse-Cassel. Mareșalul Boufflers preia el însuși comanda centrului francez și reușește să respingă de șase ori atacul inamicilor; dar la ora 15, sub focul infanteriei britanice, Boufflers ajunge la concluzia că nu poate câștiga și ordonă retragerea. 
Aliații, care au suferit pierderi grele (21000 de oameni), renunță să-i hărțuiască pe francezi.

## Bilanț

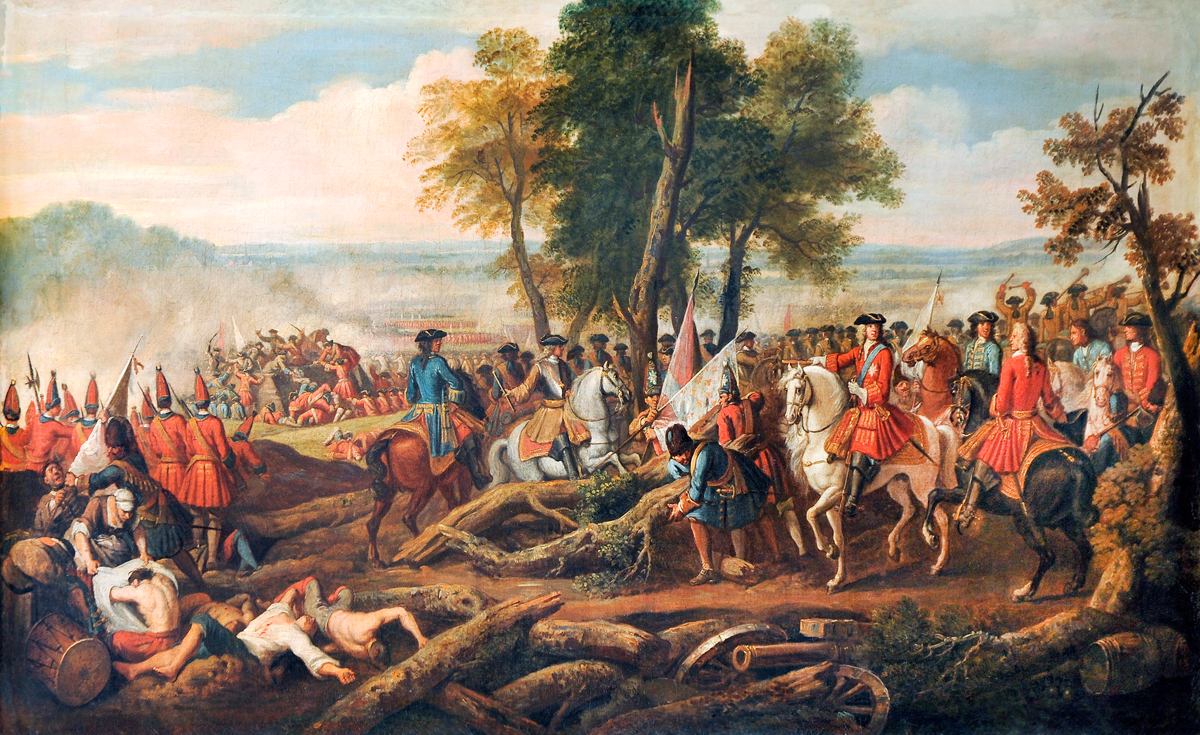
Bătălia de la Malplaquet de Louis Laguerre

Bătălia de la Malplaquet a fost cea mai sângeroasă bătălie a Războiului Succesiunii Spaniole, aliații pierzând între 20000 și 25000 de oameni și renunțând la invazia Franței. După normele de război din acele timpuri, bătălia a fost o victorie a Marii Alianțe, francezii retrăgându-se și lăsând câmpul de bătălie în posesia aliaților. În contrast cu victoriile precedente ale Ducelui de Marlborough, armata franceză aparent intactă (a pierdut 6000 de oameni) s-a retras în ordine la Bavay și Valenciennes. Această evaluare i-a permis Franței să continue să se apere până la victoria din Bătălia de la Denain, să negocieze Tratatul de la Utrecht și să pună capăt războiului într-o poziție avantajoasă.

## Anecdotă

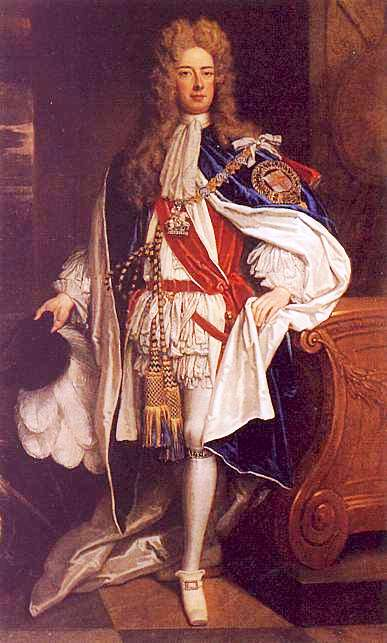
John Churchill, I Duce de Marlborough

După cronicile timpului, în cursul bătăliei a început să circule în rândurile francezilor știrea eronată că Ducele de Marlborough fusese ucis. În semn de bucurie pentru „ieșirea din scenă” a dușmanului lor, soldații Regelui Soare au început să intoneze un cântec celebru Marlbrough s'en va-t-en guerre (fr/en). În realitate Ducele de Marlborough nu a fost nici măcar rănit în timpul bătăliei, iar mâna sa dreaptă, Prințul Eugen de Savoia, a fost rănit ușor.